# Deine Briefe lege ich unter die Matratze
Deine Briefe lege ich unter die Matratze (schwedisch Dina brev lägger jag under madrassen) ist ein Buch von Astrid Lindgren und Sara Schwardt, in dem die Briefe, die beide einander über Jahrzehnte hinweg schrieben, aufgeführt werden.

## Inhalt
In ihrem ersten Brief an Astrid Lindgren im Jahr 1971 schreibt die 12-jährige Sara Ljungcrantz, dass sie gerne Schauspielerin werden möchte. Außerdem erklärte sie, dass sie die Darsteller aus Astrid Lindgrens Filmen schlecht findet. Astrid Lindgren schreibt ihr ein Antwortschreiben, in dem sie Ljungcrantzs Aussagen kritisiert und sie fragt, ob Ljungcrantz sich nicht ausrechnen könne, warum sie so einsam ist. Peinlich berührt reißt Ljungcrantz den Brief in kleine Stücke und schreibt ein Entschuldigungsschreiben. In ihrem Antwortschreiben schildert sie ihre Situation sehr offen und entschuldigt sich mehrmals für ihren „dummen Brief“. Lindgren wiederum erklärt, dass sie Ljungcrantz niemals mit ihrem Antwortschreiben habe traurig machen wollen. Ljungcrantz ist hocherfreut über den Brief. Sie schreibt Lindgren von ihren Problemen. Ljungcrantz ist ausgerissen, hat geklaut und geschwänzt und wurde in die Jugendpsychiatrie eingewiesen. Sie bittet Lindgren sie wegen letzterem nicht für verrückt zu halten. Außerdem erklärt sie der Autorin, dass sie sich für hässlich, faul und dumm hält. Astrid Lindgren erwidert, dass sie bereits aus den Briefen erkennen könne, dass Ljungcrantz nicht dumm sei und bittet diese ihr ein Foto von sich zuzuschicken. Außerdem fragt sie Ljungcrantz, ob es dieser möglich ist, dafür zu sorgen, dass niemand anderes Lindgrens Antwortschreiben lese und sie dieser alles schreiben könne, was ihr einfalle. Es folgt eine jahrzehntelange Brieffreundschaft. In den ersten Briefen geht Lindgren zunächst hauptsächlich auf Ljungcrantzs Probleme ein, ermutigt diese die Schule zu beenden, nicht zu rauchen und keine Drogen zu nehmen. Später berichtet Lindgren mehr und mehr auch von ihren eigenen Sorgen und Problemen, wie zum Beispiel die Erkrankungen und Todesfälle der Menschen, die Lindgren lieb und teuer sind, oder ihre Probleme die letzten beiden Kapitel der Brüder Löwenherz fertigzustellen.

## Entstehungsgeschichte
Die 12-jährige Sara Schwardt (damals Sara Ljungcrantz) schrieb 1971 einen Brief an die damals 64-jährige Astrid Lindgren. Daraus folgte eine über dreißigjährige Brieffreundschaft der beiden, in der sie einander mehr als 80 Briefe schrieben. 50 Jahre Altersunterschied trennen die beiden.
Als Sara älter wurde, brach der Briefaustausch ab. Er wurde jedoch im Frühjahr 1992, zehn Jahre vor Astrid Lindgrens Tod, wieder aufgenommen.
Nach dem Tod von Astrid Lindgren wurden die Briefe von Schwardt der Königlichen Bibliothek in Stockholm übergeben. Insgesamt 75.000 Briefe an Lindgren befinden sich dort. Jahre später wandte sich Sara Schwardt an Astrid Lindgrens Tochter Karin Nyman und bat diese darum ihr die Kopie ihrer Briefe zuzusenden. Dafür wollte sie die Antwortbriefe der Autorin dem Astrid Lindgren Archiv in der Königlichen Bibliothek in Stockholm spenden. Nyman willigte ein. Als Lena Törnqvist das Astrid Lindgren Archiv durchstöberte, fielen ihr immer wieder die Briefe von Sara Ljungcrantz auf. Sie erklärte dieser gegenüber, wie einzigartig diese Konversation sei und überredete sie die Briefe innerhalb eines Buches zu veröffentlichen. Sara Schwardt zögerte zwar zunächst, schließlich hatten sie und Lindgren einander geschworen, die Briefe niemals zu veröffentlichen, willigte jedoch schließlich ein.

## Hintergrund
Deine Briefe lege ich unter die Matratze ist 2012 unter dem Titel Dina brev lägger jag under madrassen beim schwedischen Verlag Salikon erschienen. In Deutschland erschien das Buch 2015 im Oetinger Verlag. Die Autorin und Sara Schwardt haben sich nie persönlich kennengelernt, sondern tauschten sich nur per Brief aus.
Das Buch wurde in verschiedene Sprachen übersetzt, darunter Deutsch, Norwegisch, Polnisch und Georgisch. Birgitta Kicherer übersetzte das Buch ins Deutsche. Sara Schwardt schrieb außerdem für das Buch ein Nachwort.
Sara Schwardt ging mit dem Buch sowohl in Schweden als auch in Deutschland auf Lesetour. Bis zu der Veröffentlichung des Buches arbeitete Schwardt als Reinigungskraft im Krankenhaus. Inzwischen lebt sie in Småland und ist als Gästeführerin im Kinderfilmdorf Mariannelund tätig.
Auch nach Astrid Lindgrens Tod schrieb Schwardt weiterhin an die Autorin. Diese Briefe wurden 2017 unter dem Titel Sara Schwardt: Kära Astrid, det är jag igen – Brev utan svar (deutsch: Liebe Astrid, da bin ich wieder. Briefe ohne Antwort) in Schweden veröffentlicht. Der erste Eintrag im Buch stammt vom Frühjahr 2013. Schwardt berichtet darüber, wie sie nach einer Lebenskrise ihre Stelle als Reinigungskraft im Krankenhaus aufgibt und nach Mariannelund zieht. Auf Deutsch ist dieses Buch noch nicht erschienen.

## Rezeption
Lutz Hagestedt von literaturkritik.de findet es erstaunlich, wie gut Schwardt sich bereits in jungen Jahren artikulieren könne. Ihre Briefe seien „schwungvoll und lebendig, extrem schwankend in den Gefühlslagen und oft bemerkenswert deutlich, wenn es um intime oder gar sexuelle Dinge“ gehe. Obwohl der Selbstbezug alles dominiere, habe Schwardt „doch einen guten Blick für ihre Mitwelt – und vor allem für ihre Adressatin und deren Bücher.“
Jens Andersen von Berlingske meint, dass das Buch Gedanken und Gefühle aufgreife, mit denen in den 70er Jahren in der Literatur keine Kinder konfrontiert wurden, darunter Tod und Einsamkeit. Es bestehe kaum ein Zweifel daran, dass Lindgren in der einsamen Sara sich selbst wiedererkannte.
Sonja Kessen von Ohrenbär empfiehlt das Buch für Erwachsene und Jugendliche ab 17 Jahren. Sie meint, dass das Buch zeigt, „wie wichtig es sein kann, einen Mentor außerhalb des aktiven Lebens zu haben, jemanden, der einem auf Augenhöhe begegnet, zuhört und weise kommentiert, ohne immer der gleichen Ansicht zu sein.“
Cornelia Pointner von edugroup.at meint, dass die Briefsammlung „ein sehr persönlicher Einblick in das Kindheits- und Teenagerleben von Sara, aber auch besonders in das Seelenleben von Astrid Lindgren“ sei. „Die Autorin begleitet Sara durch das Erwachsenwerden, sie liest zwischen den Zeilen und macht ihr Mut. Stück für Stück erfährt man auch etwas aus Lindgrens Welt: über den Druck, dem sie sich ausgesetzt fühlt, über die Urlaube mit ihren Enkeln, über ihre Trauer um Freunde und Angehörige und vieles mehr.“